# Округ Кастер (Небраска)
Округ Кастер (енгл. Custer County) је округ у америчкој савезној држави Небраска.

## Демографија
По попису из 2010. године број становника је 10.939, што је 854 (-7,2%) становника мање него 2000. године.
| Група             | 2000.          | 2010.          |
| Белци             | 11.553 (98,0%) | 10.551 (96,5%) |
| Афроамериканци    | 8 (0,1%)       | 28 (0,3%)      |
| Азијати           | 18 (0,2%)      | 15 (0,1%)      |
| Хиспаноамериканци | 108 (0,9%)     | 216 (2,0%)     |
| Укупно            | 11.793         | 10.939         |